# Leptobrachella graminicola
Leptobrachella graminicola — вид жаб родини азійських часничниць (Megophryidae). Описаний у 2021 році.

## Поширення
Ендемік В'єтнаму. Виявлений на схилах гори Путаленг у національному парку Хоангльєн на північному заході країни.

## Опис
Самці завдовжки 23,1–24,6 мм, самиці — 28,6–32,9 мм. Спина червонувато-коричнева; черевце біле з коричневими плямами; горло темно-коричневе зі світло-сіро-коричневими вкрапленнями та плямами; є ряд великих білих плям на зовнішньому краю лапки, що тягнеться від п'яти до внутрішнього плесневого горбка, іноді утворюючи довгу білу смугу.